# 清迈菊头蝠
清迈菊头蝠（学名：Rhinolophus siamensis），一种分布于泰国、越南、老挝及中国南方的蝙蝠，隶属于菊头蝠科菊头蝠属。本种最初被认为是大耳菊头蝠（Rhinolophus macrotis）的一个亚种，有学者根据形态特征和较高的回声定位频率认为本种是有效种。另外2008年描述发表的新种华南菊头蝠（Rhinolophus huananus）目前也认为是本种的同物异名。
种加名 siamensis 意为“暹罗的”。